# Glenea vaga
Glenea vaga es una especie de escarabajo del género Glenea, familia Cerambycidae. Fue descrita científicamente por Thomson en 1865.
Habita en Camboya, India, Laos, Malasia, Birmania, Nepal y Tailandia. Esta especie mide 8-11 mm.